# Pozzo d'Adda
Pozzo d'Adda (Pozz in dialetto locale, AFI: [ˈputs], e semplicemente Pozzo fino al 1862)  è un comune italiano di 6 775 abitanti della città metropolitana di Milano in Lombardia. Il comune è situato a circa 25 chilometri a nord-est del capoluogo.

## Storia

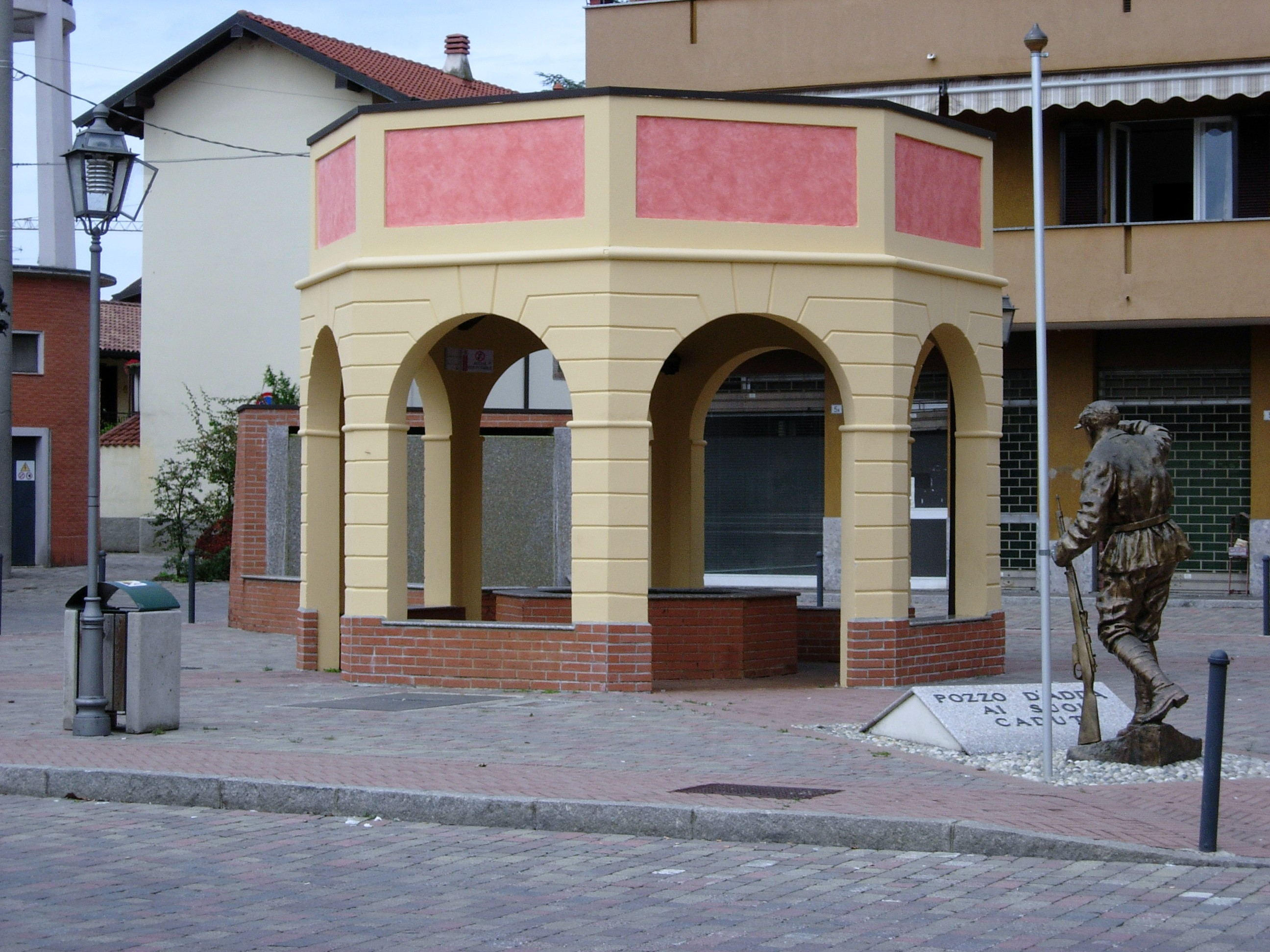
Piazza Marconi con la fontana

Il paese si trova a metà strada tra Bergamo e Milano. Il nome deriva dalla conformazione del terreno alluvionale, caratterizzato da numerosi pozzi. 
Un importante documento del 1015 contiene la prima probabile attestazione dell'esistenza del luogo di Pozzo. La prima attestazione certa e documentata dell'esistenza del luogo di Pozzo risale al 1252: consiste in una pergamena del monastero di sant'Ambrogio riguardante una permuta di terre a Inzago, firmata da un piccolo proprietario terriero residente in "Pozzo di Vaprio". Pozzo, dunque, era connotata come pertinenza di Vaprio d'Adda. Nel 1345 Pozzo è riconosciuto come comune, comparendo nello Statuto delle strade e delle acque.
Data la sua estrema vicinanza a Vaprio e a Trezzo, tra il X ed il XV secolo, Pozzo fu coinvolto nelle guerre che si svolgevano nelle vicinanze del fiume Adda.
Nel 1862 viene aggiunto "d'Adda" dopo il nome del paese: più che al fiume che bagna molti paesi limitrofi, ma che non attraversa il paese, sembra riferirsi alla nobile famiglia d'Adda che fu feudataria del paese.
All'altezza del XVIII miglio lungo l'antica strada romana che collegava Bergamo a Milano si trova la frazione Bettola, il cui nome sembra derivare da una piccola costruzione di ristoro che sorgeva in quel luogo.
Fino alla fine dell'Ottocento Pozzo e Bettola rimasero dei centri prevalentemente agricoli. Solo nella seconda metà del XX secolo si ebbe l'arrivo di alcune grosse aziende metalmeccaniche ed imprese artigiane che hanno assorbito parte della manodopera locale.
Nel territorio comunale sono presenti due parrocchie: una nel capoluogo dedicata a sant'Antonio abate e una nella frazione, dedicata al Santissimo Redentore. Inizialmente le due parrocchie seguivano riti diversi: romano nel capoluogo e ambrosiano nella frazione. Il motivo dei due riti diversi si spiega in quanto la parrocchia di Pozzo faceva parte del vicariato foraneo di Trezzo sull'Adda, di rito romano, quella di Bettola faceva parte del vicariato foraneo di Inzago, di rito ambrosiano. Nel 2005 è stata costituita l'unità pastorale tra le due parrocchie e nel 2007, pertanto, si è unificato il rito e si è adottato unicamente quello ambrosiano, proprio dell'arcidiocesi di Milano.

### Simboli
Lo stemma è stato concesso con decreto del presidente della Repubblica dell'8 febbraio 1973.
Il gonfalone è un drappo partito di bianco e di giallo.

## Monumenti e luoghi d'interesse
Nel comune si possono osservare la ex chiesa parrocchiale di sant'Antonio abate, edificio polifunzionale; la nuova chiesa parrocchiale, anch'essa dedicata a sant'Antonio abate, consacrata nel 1901; l'oratorio della Beata Vergine Addolorata e la chiesa di sant'Elisabetta, edifici cinquecenteschi presenti nella frazione Bettola; la chiesa dedicata al Santissimo Redentore, consacrata nel 1910 e situata nella frazione; palazzo Dugnani, villa Montalto e villa Brizzolara, ville presenti nel comune appartenute ai nobili che abitavano in paese.

### La vecchia parrocchiale

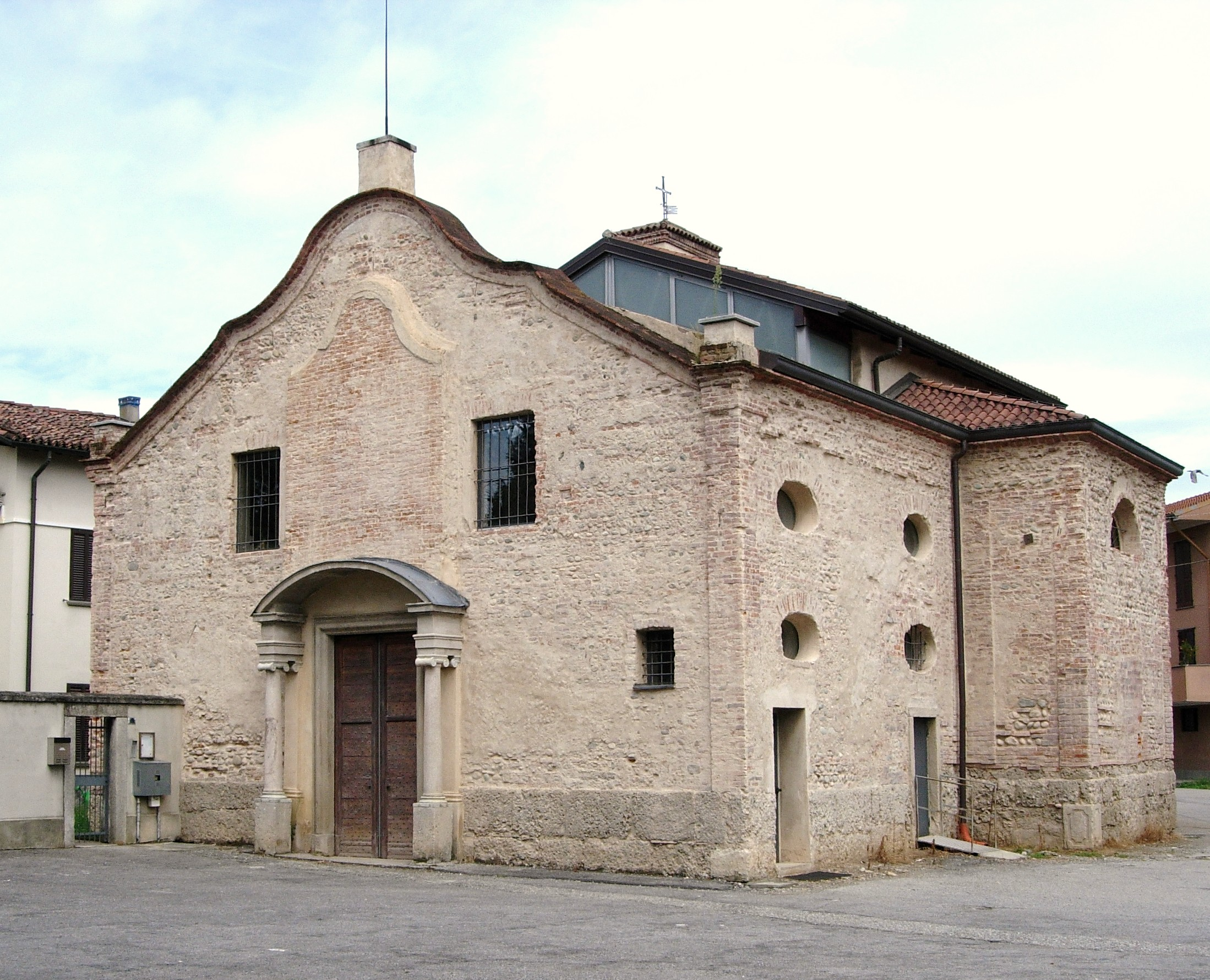
La vecchia parrocchiale.

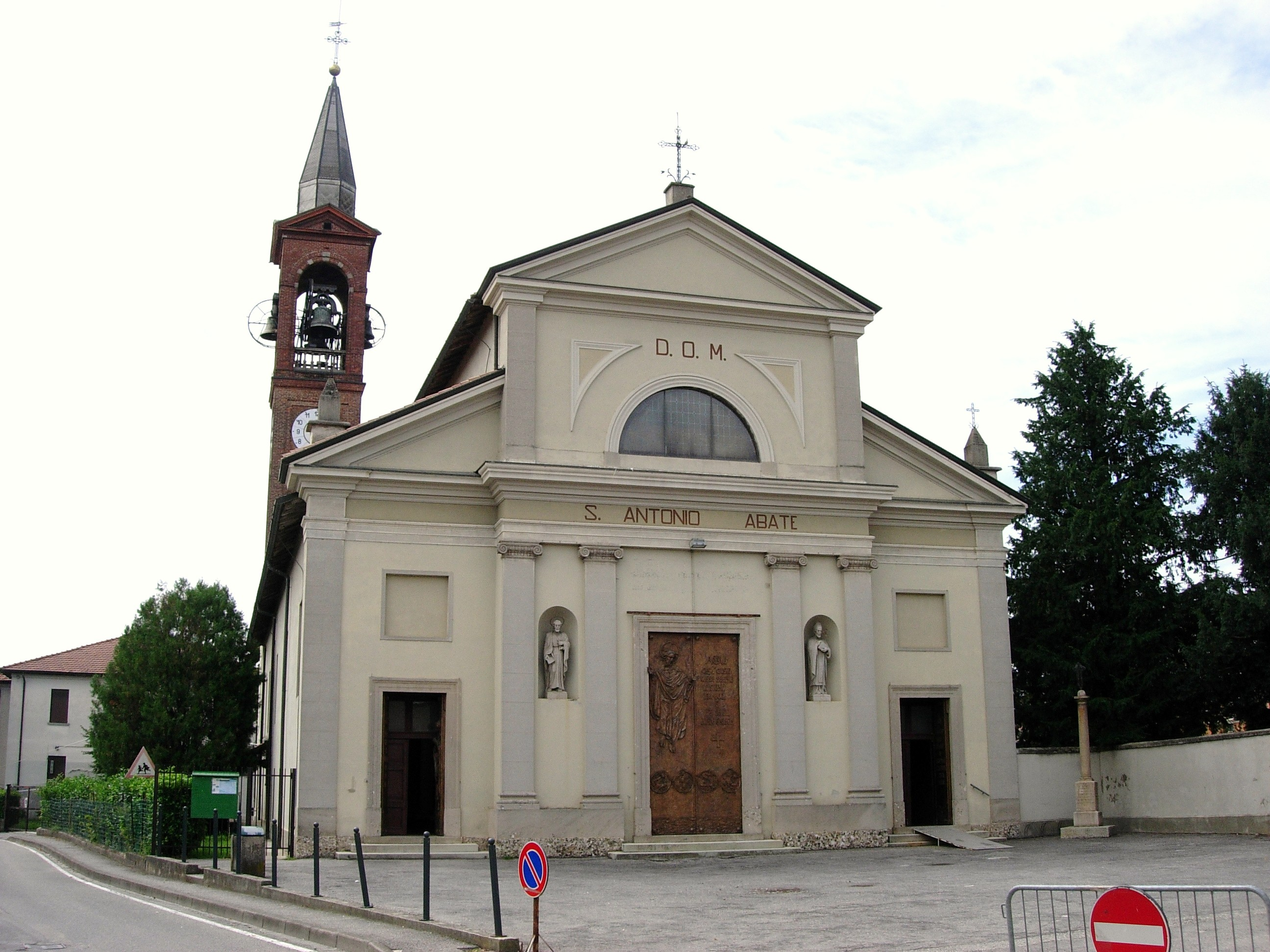
Chiesa di sant'Antonio abate a Pozzo.

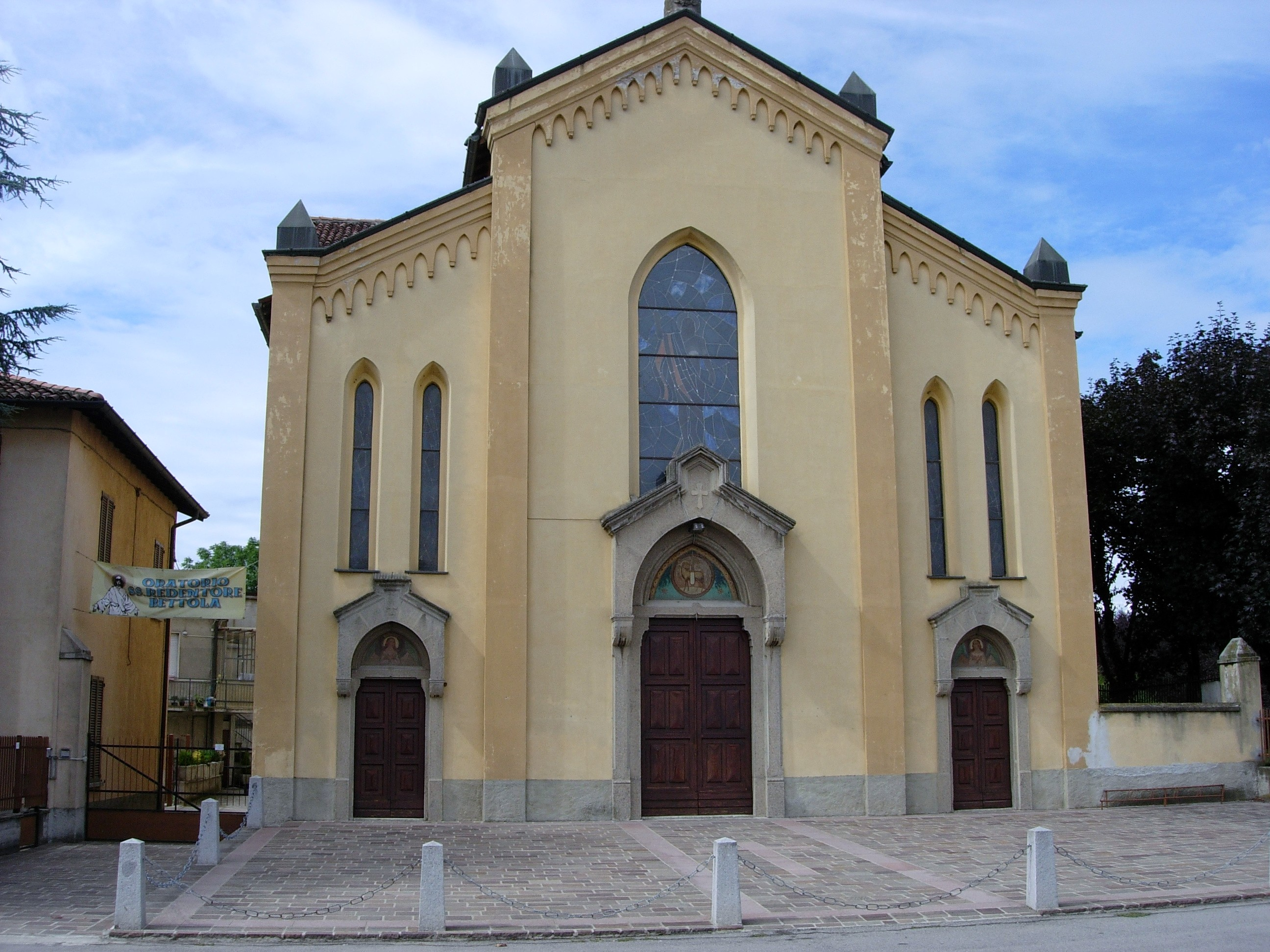
Chiesa del santissimo Redentore a Bettola.

La vecchia chiesa di Sant'Antonio abate venne costruita probabilmente attorno al 1554 ed inizialmente era costituita da una sola navata e da un altare dedicato alla Beata Vergine della Neve. Nella prima parte del Seicento assunse la forma barocca che ancora oggi è possibile vedere e, nel corso dello stesso secolo, la volta della chiesa fu decorata da pitture del Montalto, non visibili ai giorni nostri in quanto corrose dall'umidità e dal tempo a causa dello stato di abbandono in cui era la chiesa prima dell'opera di restauro.
Fin dalla sua costituzione la chiesa fu dedicata a sant'Antonio abate e pare facile capirne il motivo: tale santo era patrono degli animali, indispensabili per la sopravvivenza del paese.
A causa dell'aumento della popolazione la vecchia chiesa non riusciva più a contenere i fedeli che volevano partecipare alle varie funzioni e verso la fine dell'Ottocento si iniziò a costruire una chiesa nuova, più grande, consacrata nel 1901 e sempre dedicata a sant'Antonio abate. Con il passare del tempo la vecchia chiesa cadde in disuso e in degrado ma, dopo un restauro è stata adibita ad edificio polifunzionale e sede del centro culturale "Lumen Gentium".

## Società

### Evoluzione demografica
- 523 nel 1751
- 580 nel 1771
- 647 nel 1805
- annessione a Vaprio nel 1809
- 1 175 nel 1853

Abitanti censiti

## Cultura

### Biblioteca
La biblioteca di Pozzo si trova in un edificio adiacente a Villa Brizzolara, ora palazzo comunale, e fa parte del sistema bibliotecario CUBI.

### Scuole

#### Scuola dell'infanzia
Nella frazione Bettola è presente la scuola dell'infanzia che accoglie tutti i bambini con un'età compresa fra i 3 e i 6 anni. Recentemente ha subito un'opera di ristrutturazione a ampliamento.

#### Scuola primaria e secondaria di primo grado
Sul territorio comunale è presente una sezione staccata dell'Istituto Comprensivo "Armando Diaz" di Vaprio d'Adda che comprende la scuola primaria di primo e di secondo grado. Inizialmente le classi della scuola primaria di primo grado erano suddivise tra il plesso di Pozzo e quello della frazione Bettola, mentre la primaria di secondo grado era solo a Bettola. Oggi, invece, le classi della primaria e secondaria di primo grado si trovano all'interno della nuova scuola, inaugurata il 7 maggio 2011, costruita a metà strada fra il capoluogo e la frazione. È una scuola molto avanzata tecnologicamente e tutte le aule sono dotate di lavagna interattiva. Proprio per questo è una delle cinque scuole più tecnologiche d'Italia. La scuola è solo una delle strutture de "La cittadella del libero pensiero". Nei prossimi anni verranno costruiti un centro giovani, un centro anziani, una biblioteca, e una piscina scoperta.

### Feste e ricorrenze
- 17 gennaio: festa del patrono sant'Antonio abate. Al termine della santa Messa si benedicono automobili ed animali. La sera falò di sant'Antonio in oratorio.
- terza domenica di settembre: festa della compatrona Beata Vergine Addolorata. Dopo la santa Messa serale processione con la banda per le vie del paese con la statua della Madonna e rappresentazione vivente di un fatto biblico.
- prima domenica di ottobre: festa della Madonna del Rosario nella frazione Bettola.

### Infrastrutture e trasporti
Il comune è attraversato nella frazione dalla ex strada statale 525 del Brembo. È collegato con il capolinea di Gessate della linea verde della metropolitana milanese, attraverso l'autolinea Z311 (Vaprio d'Adda-Gessate), esercitata da Nord-Est Trasporti. Nelle immediate vicinanze si trova il casello dell'autostrada A4 di Trezzo sull'Adda.

### Amministrazione
Dalle elezioni comunali del 3 e 4 ottobre 2021 è in carica la lista civica "1 di NOI".